# Wahlkreis Steglitz-Zehlendorf 5
Der Wahlkreis Steglitz-Zehlendorf 5 ist ein Abgeordnetenhauswahlkreis in Berlin. Er gehört zum Wahlkreisverband Steglitz-Zehlendorf und umfasst  die Gebiete Leonorenstraße, Paul-Schneider-Straße, Kamenzer Damm, Gallwitzallee, Siemensstraße und Marienplatz im Ortsteil Lankwitz.

## Abgeordnetenhauswahl 2023
Bei der Wahl zum Abgeordnetenhaus von Berlin 2023 traten folgende Kandidaten an:
| Name                              | Partei           | Anteil der Erststimmen | Anteil der Zweitstimmen |
| --------------------------------- | ---------------- | ---------------------- | ----------------------- |
| Oliver Friederici                 | CDU              | 41,2 %                 | 38,3 %                  |
| Mirjam Golm                       | SPD              | 21,3 %                 | 20,6 %                  |
| Konstantinos Kosmas               | Grüne            | 14,7 %                 | 13,5 %                  |
| Felix Wolf                        | AfD              | 07,9 %                 | 08,2 %                  |
| Claudia Bienek                    | FDP              | 04,7 %                 | 06,3 %                  |
| Jakob Lohße                       | Die Linke        | 04,1 %                 | 04,9 %                  |
| Bert Rutkowsky                    | Tierschutzpartei | 02,8 %                 | 02,2 %                  |
| Max Kranemann                     | Die PARTEI       | 01,3 %                 | 01,1 %                  |
| Friedrich Glados                  | dieBasis         | 00,8 %                 | 00,6 %                  |
| Regina Kühne                      | Freie Wähler     | 00,6 %                 | 00,4 %                  |
| Michael Delfs                     | Piraten          | 00,5 %                 | 00,5 %                  |
| –                                 | Sonstige         | –                      | 03,4 %                  |
| Wahlberechtigte: 29.597 Einwohner |                  |                        |                         |
| Wahlbeteiligung: 64,0 %           |                  |                        |                         |

## Abgeordnetenhauswahl 2021
Bei der im Nachhinein für ungültig erklärten Wahl zum Abgeordnetenhaus von Berlin 2021 traten folgende Kandidaten an:
| Name                              | Partei           | Anteil der Erststimmen | Anteil der Zweitstimmen |
| --------------------------------- | ---------------- | ---------------------- | ----------------------- |
| Oliver Friederici                 | CDU              | 29,4 %                 | 26,0 %                  |
| Mirjam Golm                       | SPD              | 25,7 %                 | 24,9 %                  |
| Konstantinos Kosmas               | Grüne            | 15,9 %                 | 14,3 %                  |
| Claudia Bienek                    | FDP              | 08,2 %                 | 09,9 %                  |
| Felix Wolf                        | AfD              | 07,4 %                 | 07,6 %                  |
| Jakob Lohße                       | Die Linke        | 04,7 %                 | 05,6 %                  |
| Bert Rutkowsky                    | Tierschutzpartei | 03,6 %                 | 02,3 %                  |
| Friedrich Glados                  | dieBasis         | 01,7 %                 | 01,3 %                  |
| Max Kranemann                     | Die PARTEI       | 01,6 %                 | 01,3 %                  |
| Regina Kühne                      | Freie Wähler     | 01,3 %                 | 00,8 %                  |
| Michael Delfs                     | Piraten          | 00,6 %                 | 00,4 %                  |
| –                                 | Sonstige         | –                      | 05,6 %                  |
| Wahlberechtigte: 29.636 Einwohner |                  |                        |                         |
| Wahlbeteiligung: 75,7 %           |                  |                        |                         |

## Abgeordnetenhauswahl 2016
Bei der Wahl zum Abgeordnetenhaus von Berlin 2016 traten folgende Kandidaten an:
| Name                              | Partei           | Anteil der Erststimmen | Anteil der Zweitstimmen |
| --------------------------------- | ---------------- | ---------------------- | ----------------------- |
| Oliver Friederici                 | CDU              | 29,6 %                 | 26,5 %                  |
| Michael Arndt                     | SPD              | 26,8 %                 | 22,4 %                  |
| Hans-Joachim Berg                 | AfD              | 14,6 %                 | 14,2 %                  |
| Sadullah Abdullah                 | Grüne            | 11,6 %                 | 12,2 %                  |
| Hartmut Ebbing                    | FDP              | 08,4 %                 | 09,7 %                  |
| Hans-Jürgen Stern                 | Die Linke        | 06,3 %                 | 06,7 %                  |
| Oliver Rennefeld                  | Piraten          | 02,7 %                 | 01,8 %                  |
| –                                 | Tierschutzpartei | 0–                     | 02,4 %                  |
| –                                 | Graue Panther    | 0–                     | 01,3 %                  |
| –                                 | Die PARTEI       | 0–                     | 01,2 %                  |
| –                                 | Sonstige         | 0–                     | 01,6 %                  |
| Wahlberechtigte: 30.702 Einwohner |                  |                        |                         |
| Wahlbeteiligung: 68,8 %           |                  |                        |                         |

## Abgeordnetenhauswahl 2011
Bei der Wahl zum Abgeordnetenhaus von Berlin 2011 traten folgende Kandidaten an:
| Name                              | Partei           | Anteil der Erststimmen | Anteil der Zweitstimmen |
| --------------------------------- | ---------------- | ---------------------- | ----------------------- |
| Oliver Friederici                 | CDU              | 40,8 %                 | 38,1 %                  |
| Michael Arndt                     | SPD              | 28,7 %                 | 26,1 %                  |
| Katrin Schaar                     | Grüne            | 14,6 %                 | 15,6 %                  |
| Oliver Rennefeld                  | Piraten          | 07,1 %                 | 07,1 %                  |
| Yilmaz Günay                      | Die Linke        | 03,0 %                 | 03,4 %                  |
| Gudrun Grimpe-Christen            | FDP              | 01,8 %                 | 02,4 %                  |
| Marieluise Jeschke                | Pro Deutschland  | 01,7 %                 | 01,0 %                  |
| Frank Hansen                      | Die Freiheit     | 01,7 %                 | 01,3 %                  |
| Martin Schwab                     | ödp              | 00,4 %                 | 00,2 %                  |
| Silvia Heinel                     | BüSo             | 00,2 %                 | 00,1 %                  |
| –                                 | NPD              | –                      | 01,9 %                  |
| –                                 | Tierschutzpartei | –                      | 01,5 %                  |
| –                                 | Sonstige         | –                      | 01,3 %                  |
| Wahlberechtigte: 30.841 Einwohner |                  |                        |                         |
| Wahlbeteiligung: 63,6 %           |                  |                        |                         |

## Abgeordnetenhauswahl 2006
Bei der Wahl zum Abgeordnetenhaus von Berlin 2006 traten folgende Kandidaten an:
| Name                              | Partei    | Anteil der Erststimmen |
| --------------------------------- | --------- | ---------------------- |
| Oliver Friederici                 | CDU       | 40,1 %                 |
| Michael Arndt                     | SPD       | 34,4 %                 |
| Andreas Hilmer                    | FDP       | 09,9 %                 |
| Uwe Köhne                         | Grüne     | 09,0 %                 |
| Yilmaz Günay                      | WASG      | 03,6 %                 |
| Marina Berkau                     | Die Linke | 02,9 %                 |
| Wahlberechtigte: 30.686 Einwohner |           |                        |
| Wahlbeteiligung: 62,5 %           |           |                        |

## Abgeordnetenhauswahl 2001
Bei der Wahl zum Abgeordnetenhaus von Berlin 2001 traten folgende Kandidaten an:
| Name                              | Partei | Anteil der Erststimmen |
| --------------------------------- | ------ | ---------------------- |
| Oliver Friederici                 | CDU    | 39,8 %                 |
| Michael Arndt                     | SPD    | 37,2 %                 |
| Erik Schrader                     | FDP    | 13,1 %                 |
| Renate Lindemann                  | Grüne  | 06,6 %                 |
| Gunar Möller                      | PDS    | 03,4 %                 |
| Wahlberechtigte: 27.552 Einwohner |        |                        |
| Wahlbeteiligung: 72,0 %           |        |                        |

## Abgeordnetenhauswahl 1999
Bei der Wahl zum Abgeordnetenhaus von Berlin 1999 traten folgende Kandidaten an:
| Name                              | Partei         | Anteil der Erststimmen |
| --------------------------------- | -------------- | ---------------------- |
| Oliver Friederici                 | CDU            | 59,2 %                 |
| Michael Arndt                     | SPD            | 27,4 %                 |
| Maria-Magdalena Meyer-Kiehn       | Grüne          | 07,0 %                 |
| Jan Klauck                        | PDS            | 02,6 %                 |
| Stephan Arnoldt                   | FDP            | 02,5 %                 |
| Gerhard Meyer                     | Einzelbewerber | 01,3 %                 |
| Wahlberechtigte: 27.681 Einwohner |                |                        |
| Wahlbeteiligung: 70,1 %           |                |                        |

## Abgeordnetenhauswahl 1995
Vor ihrer Fusion hatten der Bezirk Steglitz und der Bezirk Zehlendorf bei der Abgeordnetenhauswahl 1995 insgesamt acht Wahlkreise, seit 1999 sind es sieben. Ein direkter Vergleich ist daher nicht möglich.

## Bisherige Abgeordnete
Direkt gewählte Abgeordnete des Wahlkreises Steglitz-Zehlendorf 5 (bis 1999: Steglitz 5):
| Jahr | Name              | Partei | Anteil der Erststimmen |
| ---- | ----------------- | ------ | ---------------------- |
| 2023 | Oliver Friederici | CDU    | 41,2 %                 |
| 2021 | Oliver Friederici | CDU    | 29,4 %                 |
| 2016 | Oliver Friederici | CDU    | 29,6 %                 |
| 2011 | Oliver Friederici | CDU    | 40,8 %                 |
| 2006 | Oliver Friederici | CDU    | 40,1 %                 |
| 2001 | Oliver Friederici | CDU    | 39,8 %                 |
| 1999 | Oliver Friederici | CDU    | 59,2 %                 |